# 鈣離子通道阻滯劑中毒
鈣離子通道阻滯劑中毒（Calcium channel blocker toxicity）指的是在意外或是故意的情況下服用過多鈣通道阻滯劑 ( calcium channel blockers，CCB) 藥物所導致。通常的結果是心率緩慢和血壓降低。有導致心跳停止的可能。有些CCB也會因造成低血壓而導致心跳過速。 另外會產生的症狀包括有噁心、嘔吐、昏睡和呼吸窘迫。症狀通常出現在服用後的6個小時內，但有些可能要到24個小時後才會出現。
碰到服用過量的情況，有幾種治療方法-如攝入的時間不久時可經口服活性炭方式，如果服用的是緩釋劑量，則需進行全腸道灌洗。不建議採用引發嘔吐的方式。通常是透過靜脈注射含有葡萄糖酸鈣、升糖素、高劑量胰島素、血管收縮劑和脂肪乳化劑的液體來降低毒性作用。利用葉克膜治療也是一種選擇。
美國於2010年報告的鈣通道阻滯劑中毒案例超過一萬。其同時與β受體阻滯劑和地高辛（毛地黃屬植物中提取的強心苷）有關的過量致死案例最高。這類阻滯劑首次在20世紀70年代和80年代上市。是少數幾種僅吞食一顆就能導致兒童死亡的藥物之一。

## 症狀和徵候
大多數服用過多此類阻滯劑（尤其是地爾硫䓬）的人會出現心率緩慢和低血壓（即血管擴張性休克），可能會導致心臟完全停止跳動。1,4-二氫吡啶類以及氟桂利嗪類CCB主要會導致低血壓而引發反射性心跳過速。
其他的症狀包括有噁心、嘔吐、意識程度降低和呼吸困難。通常在服用藥物後6小時內出現。使用緩釋製劑，症狀可能要長達一天才會出現。成人中很少會發生癲癇發作，在兒童中較為常見。也可能會發生低鈣血症。.

## 成因
這種阻滯劑也稱為鈣通道拮抗劑，由於廣泛用於治療多種健康狀況，因此常會出現使用過量的情況。對幼兒而言，往往吞食一顆藥丸就足以導致嚴重的健康問題，甚至是死亡。於2010年，在美國造成死亡人數最多的此類藥物是維拉帕米（用於治療高血壓、心絞痛與室上性心搏過速的鈣離子通道阻滯劑）。據信此藥物較其他的更易引起心臟問題。

## 診斷
通常没專門的血液或是尿液檢查法可用於診斷這種中毒問題。CCB過量會導致高血糖，其高的程度通常與問題嚴重性呈正比。

### 心電圖
CCB可導致多種心電圖異常，其中最常見的是低竇性心律。其他症狀還包括心臟電生理異常、束支傳導阻滯、第一度房室傳導阻滯，甚至是竇性心律過速。

### 區別
很難僅根據症狀和徵候來區分是β受體阻滯劑毒性或是鈣通道阻滯劑過量造成的結果。

## 管理
治療CCB毒性會很困難。針對低血壓和心率緩慢的常規治療或許無法改善情況。那些服用常規製劑後6小時，或是服用緩釋製劑後24小時後並無任何症狀或徵候的人而言通常不需治療。

### 解毒
如果在服用鈣通道阻滯劑後一兩個小時內發生問題時，建議使用活性碳作治療。對於那些服用CCB緩釋製劑但似乎表現無大礙的個體，使用聚乙二醇進行全腸道灌洗將有幫助。不建議使用如吐根酊等催吐劑作治療。

### 胰島素
透過靜脈注射高劑量胰島素和葡萄糖將有幫助，是治療此問題的一線方法。這種治療方式會導致血糖和血鉀水平下降，需予以密切監測。

### 其他
透過靜脈注射的葡萄糖酸鈣或氯化鈣是特定的解毒劑。心跳過慢可用阿托品和擬交感神經藥治療。低血壓可用腎上腺素等血管收縮藥治療。
有初步的臨床和良好的理論性證據顯示脂肪乳化劑對嚴重CCB過量具有療效。當低血壓患者對其他治療無反應的情況時，可施用亞甲藍。

## 流行病學
美國於2010年發生超過10,000起鈣通道阻滯劑中毒案例。那些藥物過量而致死的案例中，有超過10%是由心臟病藥物所造成。導致這種結果的三種最常見心臟藥物是鈣通道阻滯劑、β受體阻滯劑和含強心苷的地高辛。

## 外部連結
- St-Onge, Maude; Anseeuw, Kurt; Cantrell, Frank Lee; Gilchrist, Ian C.; Hantson, Philippe; Bailey, Benoit; Lavergne, Valéry; Gosselin, Sophie; Kerns, William; Laliberté, Martin; Lavonas, Eric J.; Juurlink, David N.; Muscedere, John; Yang, Chen-Chang; Sinuff, Tasnim; Rieder, Michael; Mégarbane, Bruno. . Critical Care Medicine. October 2016, 45 (3): e306–e315. PMC 5312725 . PMID 27749343. doi:10.1097/CCM.0000000000002087.

{{draft categories|